# راس السد (إب)

تعديل مصدري - تعديل

راس السد محلة تابعة لقرية الدخلة، التابعة لعزلة جبل معود بمديرية إب إحدى مديريات محافظة إب في الجمهورية اليمنية.، بلغ تعداد سكانها 43 حسب تعداد اليمن لعام 2004.